# 特夫爾多辛區
特夫爾多辛區，是斯洛伐克的一個區，位於該國北部，由日利納州負責管轄，面積479平方公里，2001年該區人口35,062，人口密度每平方公里73人。